# Theodor Grieg
Theodor Maria Ignaz Grieg (10. November 1889 in Wien – 7. März 1957 ebenda) war ein österreichischer Schauspieler und Regisseur.

## Leben und Werk
Grieg nahm Schauspielunterricht beim Schauspieler und Regisseur Leopold Kramer (1869–1942), der als Oberregisseur am Deutschen Volkstheater in Wien verpflichtet war. Grieg debütierte 1910 an diesem Haus und blieb dort bis 1913. Es folgten Engagements am Stadttheater Klagenfurt (1913–1916) und am Stadttheater Graz (1920–1925), danach für eine Spielzeit in Frankfurt am Main und ab 1926 an den Wiener Kammerspielen, wo er auch in Inszenierungen von Franz Wenzler auftrat, darunter auch in Hans Kaltnekers Lesbendrama Die Schwester. 1930 kehrte er ans Deutsche Volkstheater zurück.
Nach der Annexion Österreichs im März 1938 wurde Grieg mit Arbeitsverbot belegt und als „nicht tragbar“ aus dem Ensemble des Theaters entlassen. Er konnte anfänglich noch in Mährisch-Ostrau und später in Metz spielen. 1944 wurde er dienstverpflichtet.
Ab 1945 spielte er wiederum am Volkstheater und zählte in den Folgejahren zu den Stützen des Ensembles. Für die Alt-Wiener Volkskomödie von Johann Nestroy und Ferdinand Raimund gelang es dort dem Regisseur Gustav Manker (1913–1988), mit Schauspielern wie Theodor Grieg, Inge Konradi, Karl Paryla, Hans Putz und Karl Skraup einen neuen Inszenierungsstil zu entwickeln. Grieg wurde in den Jahren nach dem Untergang des NS-Regimes auch für eine Reihe von Filmproduktionen verpflichtet. Im Film arbeitete er unter anderem mit den Regisseuren Franz Antel, Ernst und Hubert Marischka, Arthur Maria Rabenalt und Hans Schweikart. Er war auch für den Hörfunk tätig, beispielsweise als Butler Herr Charly in Curt Goetz’ Das Märchen, inszeniert vom Autor selbst.
Grieg wurde auf dem Wiener Zentralfriedhof (Gr. 30E, R. 7, Nr. 6) bestattet. Das Grab ist bereits aufgelassen.

## Filmrollen (Auswahl)
- 1948: Anni
- 1949: Das Kuckucksei
- 1951: Zwei in einem Auto
- 1953: Fiakermilli – Liebling von Wien (Die Fiakermilli)
- 1955: An der schönen blauen Donau
- 1955: Heimatland
- 1955: Das Mädchen vom Pfarrhof
- 1956: Liebe, Sommer und Musik